# 도미가오카 신호장

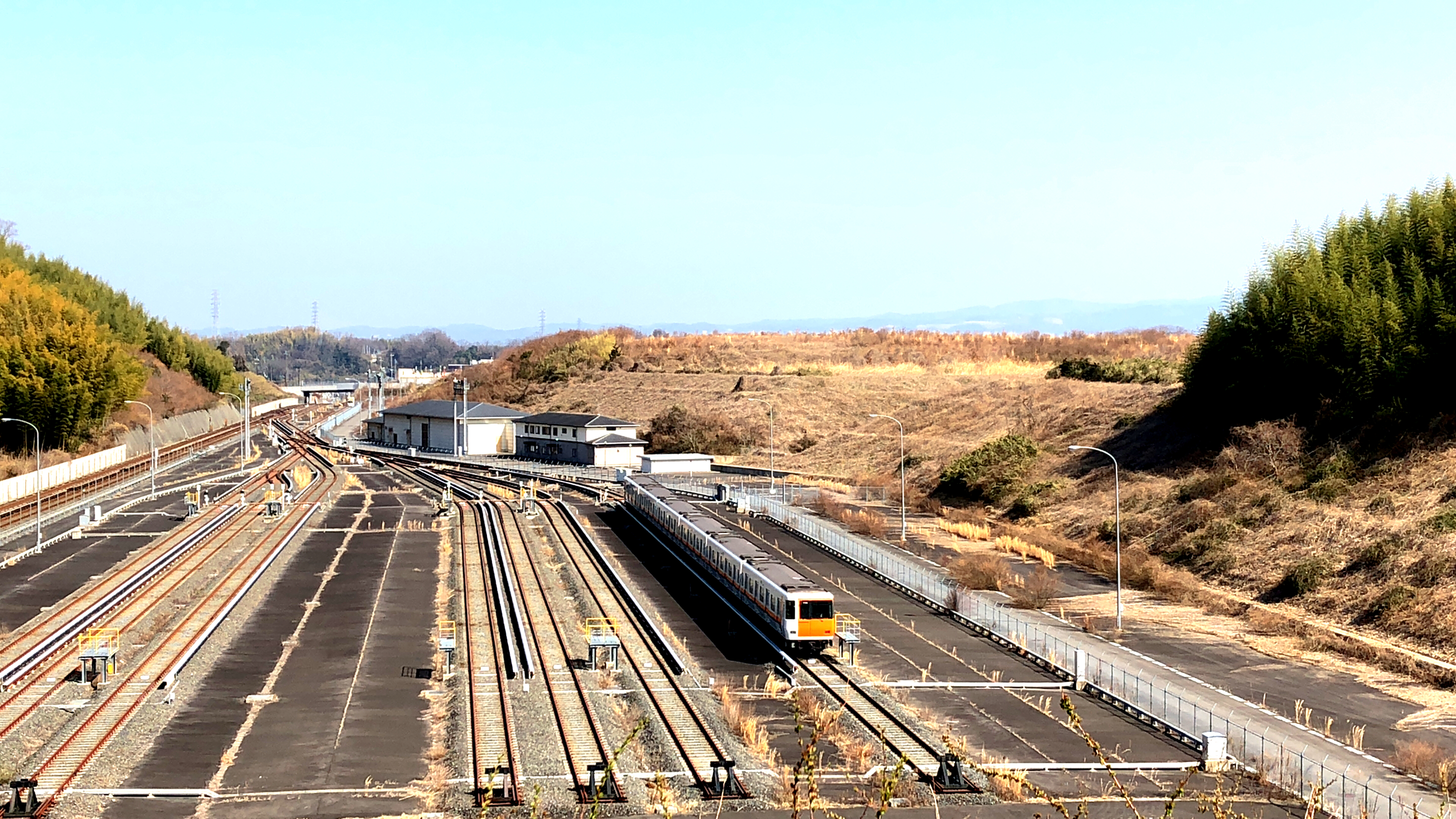

도미가오카 신호장(일본어: 登美ヶ丘信号場, とみがおかしんごうじょう)은 일본 나라현 이코마시에 있는 긴키 닛폰 철도 게이한나 선의 신호장이다.

## 구조
갓켄나라토미가오카 역 선로와 히가시하나조노 검차구 도미가오카 차고에서 선로가 분기한다.
여객 영업은 하지 않기 때문에, 플랫폼은 설치되지 않았다.

## 역 주변
- 히가시하나조노 검차구 도미가오카 차고
- 갓켄나라토미가오카 역
- 이온몰 나라토미가오카

## 역사
- 2006년 3월 27일: 게이한나 선 이코마 ~ 갓켄나라토미가오카 개업에 따라 개설.

## 인접역
| 긴키 닛폰 철도 ■ 게이한나 선 | 긴키 닛폰 철도 ■ 게이한나 선 | 긴키 닛폰 철도 ■ 게이한나 선               |
| ---------------------------- | ---------------------------- | ------------------------------------------ |
| 갓켄키타이코마 나가타 방면   |                              | 갓켄나라토미가오카 갓켄나라토미가오카 방면 |